# Middle and mellow of toko furuuchi
『Middle and mellow of toko furuuchi』（ミドル&メロウ・オブ・トウコ・フルウチ）は、古内東子2枚目のベスト・アルバム。2009年2月18日にポニーキャニオンよりリリース。

## 収録曲
全作詞・作曲：古内東子
1. stay
2. OK,OK
3. 10%
4. サヨナラアイシテタヒト＜album mix＞
5. Beautiful Days
6. somewhere in TOKYO
7. KISEKI
8. ガーベラ
9. 心もつれて
10. ココロマド
11. スーパーマン
12. 最初から